# 深津佳乃
深津 佳乃（ふかつ よしの、1974年10月1日 - ）は、千葉県出身のAV女優。バルドエージェンシー所属。
身長:168cm。スリーサイズ:B85(F65)・W61・H90cm。血液型:A型。趣味・特技:乗馬。

## 略歴・人物
2013年にデビューした熟女系AV女優である。

## 出演作品

### アダルトDVD
2013年
- 初撮りされた本物M財閥の御令嬢人妻!! デビューから真性生中出し（2月13日、セレブの友）
- 真・極限催眠 心の奥底に秘められていた陵辱欲求を催眠により掘り起こし本物のSEX快楽に目覚めた御令嬢セレブ人妻（3月25日、セレブの友）
- 極上ニューハーフ 童貞喪失のペニクリ狩り! エッチなお姉さんが人生一度きりの童貞を奪って射精までさせる 筆下ろしファック!!（4月7日、アルファーインターナショナル）
- 真性M令嬢 猟奇の館 高貴な生肉愛奴責め縄くいこみ陵辱セックス調教（5月13日、セレブの友）
- 貴方だけを見つめて貴方だけに「淫乱でごめんなさい」と語り掛けながら卑猥にオマ〇コを掻き回す 昇天オナニーコレクション!（5月25日、セレブの友）
- 義母生中出し近親相姦 愛する息子の欲情を掻き立てるふしだらな肉体濃密な中出し交尾で感じる母のぬくもり（6月13日、セレブの友）
- 拘束4P 濃厚な接吻、発情する熟れた牝のカラダ。 快感連続イキまくり【ノンストップ】昇天アクメ（6月19日、エマニエル）
- 母子アナル交尾生中出し（7月13日、セレブの友）
- 生中出し痴漢便所 4時間 仕事終わりのアフタートイレ痴漢濃厚生中出し陵辱アクメ!（7月19日、エンペラー）
- 独占!人の妻ワイドスペシャル 信じられない、私がこんなに乱れるなんて! あまりの快感に我を忘れる美人妻たち（9月2日（レンタル）/2014年3月28日（セル）、アテナ映像）
- セレブな人妻の不倫現場 旦那は知らない秘密のSEXパートナー禁断生中出し性交（9月25日、セレブの友）
- 本気（マジ）口説き ナンパ►連れ込み►SEX盗撮►無断で投稿 美魔女編（12月11日、MAGIC）

2014年
- 絶頂縄情話 縛った熟女をイカせるために〜縛った女も三種三様（1月13日、赤ほたるいか）
- 私を犯してください… 非日常的快楽を貪る奥様達のおねだり拘束遊戯生中出し（1月25日、セレブの友）
- 性感レズエステ 8 都会の片隅で行われる美淑女のみが体験できる魅惑の性感エステサロン…（3月21日、クリスタル映像）
- 俺達の熟女ペット（3月28日、ドリームステージエンタテインメント）
- 超本格官能謝罪エロ絵巻 産地偽装問題で揺れ動く老舗料亭の美人女将が謝罪会見でマスコミの集中砲火を浴びて脱がされる（4月24日、タカラ映像）
- 熟牝痴女チンポ狩り ザーメンをこよなく愛する美痴女 ガチ攻め顔騎強制飲尿 尻穴ペニバンファック!（6月25日。セレブの友）
- SEXのハードルが異常に低い世界 8（7月10日、SODクリエイト）
- 雪村流 縄調教 雪村流縛り（8月13日、赤ほたるいか）
- 抱き心地最高な柔肌四十路熟女達（12月12日、なでしこ）

### 映画
- 大性豪（2014年4月3日、香港）